# Torneo de Copa de Costa Rica
El Torneo de Copa de Costa Rica, es una competición de fútbol de Costa Rica en la que participan los equipos de la Primera División, Segunda División y Tercera División de Costa Rica.  
El primer torneo fue ganado por el Club Sport Herediano, vencedor de la Copa Diario de Costa Rica y el actual bicampeón es la Liga Deportiva Alajuelense, ganador de las ediciones 2023 y 2024-2025.
Desde su creación este certamen no se jugó todos los años, aunque en algunas ocasiones hubo varios torneos en un mismo año. También la forma de disputarse el certamen ha variado en sus distintas ediciones (eliminación directa, fase de grupos, hexagonal, pentagonal, cuadrangular); así como los equipos que participan ya que en unas ediciones fue disputado por conjuntos de varias divisiones (primera, segunda y tercera) y en otras ocasiones solo disputado por equipos de la primera división. De los trece primeros torneos once fueron exclusivos para los equipos de la primera división, excepto la Copa Argentor de 1928 (tuvo equipos de segunda y tercera división), y la Copa Chevrolet de 1939 (contó con el monarca de la segunda división). Para los años 40, 50, 60 y 70 la llegada de los clubes de la segunda categoría le dieron realce al certamen. En las décadas de 1980 y 1990 solamente se jugó un torneo de copa. En la década del 2000 no se realizó ningún certamen, fue hasta la década del 2010 donde se reanudó el torneo.

## Sistema de competición
El torneo se jugará con 12 equipos de Primera División, 8 de la Liga de Ascenso y 2 de Linafa, bajo el formato de playoffs, iniciando con la Fase Preliminar, en la que se enfrentan los dos equipos de Linafa ante dos de la Liga de Ascenso (2 partidos). Posteriormente se disputarán los dieciseisavos de final (8 partidos) y los octavos de final (4 partidos). Los conjuntos clasificados a Copa Centroamericana de Concacaf 2024 ingresarán a competir en la fase de cuartos de final (4 partidos) y su ubicación se rifará para conocer su rival en las llaves correspondientes. Por último, se disputan las Semifinales (2 partidos) y Final (partido único). Serán 6 fases, todas de eliminación directa (partido único), para un total de 21 partidos, donde las localías se estarán rifando en todas las fases, mientras que la final será en una sede neutral. 
Si al finalizar el tiempo reglamentario, el partido se encuentra con empate en el marcador, se ejecutarán lanzamientos desde el punto de penal (no habrá tiempos extras). 
Para esta edición, los clubes deberán de cumplir en todas las Fases que compitan un total de 360 minutos por partido con jugadores nacidos en el (2004, 2005, 2006, 2007,2008). En caso de incumplimiento el equipo perderá los 3 puntos.

## Historia
En Costa Rica se han organizado varios Torneos de Copa, estos campeonatos se han realizado de manera discontinua y bajo diferentes nombres y formatos desde el año 1924 (todas las copas son oficiales ya que en su momento tuvieron el aval y amparo de la Federación Costarricense de Fútbol y actualmente organizadas por la UNAFUT).
Son 66 equipos en total que participaron de este tipo de certamen desde 1924, muchos ya desaparecidos, la lista de clubes por provincia es:
San José (27): La Libertad, Orión, Gimnástica Española, Saprissa, Barrio México, UCR, Uruguay, Moravia, Rohmoser, Buenos Aires, CS México, Puriscal, Valencia, Progreso, Independencia, Los Ángeles, Tibás, Desamparados, Sagrada Familia, Sindicato del Calzado, AS Puma Generaleña, Pérez Zeledón, Juventud Escazuceña, Aserrí, Santa Ana, Guadalupe, Sporting.
Alajuela (12): Alajuelense, Ramonense, San Carlos, Alajuela Junior, Carmelita, San Ramón de Alajuela, Naranjo, Grecia, Sarchí, COFUTPA Palmares, Rosario, Inter de San Carlos.
Puntarenas (8): Municipal Puntarenas, Puntarenense, Golfito, Jacó Rays, Puntarenas FC, Osa, Jicaral, Quepos Cambute.
Heredia (6): Herediano, Lourdes, Oriente, San Rafael, Belén, Escorpiones.
Limón (5): Limón, Juan Gobán, Cariari, Santos, Limón Black Star.
Cartago (4): Cartaginés, Turrialba, Paraíso, El Guarco.
Guanacaste (4): Guanacasteca, Abangares, Liberia, Águila.
En la historia de los torneos de copa, el Herediano fue el que más finales disputó con un total de doce pero el que más ganó fue Alajuelense que ganó ocho de nueve. Las versiones finales anteriormente repitieron a Alajuelense-La Libertad, Herediano-La Libertad y Saprissa-Herediano en tres ocasiones; Alajuelense-Herediano, Alajuelense-Gimnástica Española y Herediano-Cartaginés se dio en dos oportunidades; y una vez las siguientes finales: Herediano-Gimnástica Española, La Libertad-Alajuela Junior, La Libertad-Orión, UCR-Orión, Limón-Cartaginés, Uruguay-Saprissa, Barrio México-Saprissa, Turrialba-Municipal Puntarenas,Turrialba-Herediano, Alajuelense-Guanacaste, Alajuelense-Orión, Belén-Cartaginés, Saprissa-Carmelita y Saprissa-Cartaginés.
Los restantes torneos de copa se definieron por puntos en donde no se disputaron finales fueron las de Costa Rica 1954, Reina del Canadá 1955, Hexagonal Interprovincial 1956, ASOFUTBOL 1961, Gastón Michaud 1963, Costa Rica 1970, Verano 1972 y Metropolitana 1974.

## Datos del Torneo
- Equipo con campeonatos ganados: Herediano y Alajuelense con 11.
- Equipo con más campeonatos consecutivos ganados: La Libertad con cuatro entre 1929 y 1934.
- Equipos con más participaciones: Herediano con 44; Alajuelense con 43; Cartaginés con 37.[8]
- Equipos con más partidos jugados: Herediano (175); Alajuelense (148); Cartaginés (144) y Saprissa (115).
- Equipos con más victorias: Herediano (98) y Alajuelense (77).
- Equipo con más partidos consecutivos invicto: Cartaginés 20 juegos 1975-1996.[9]
- Equipos que no lograron puntos: Progreso, Naranjo, Sagrada Familia, Golfito, Desamparados, Puntarenense, Oriente, Sindicato del Calzado, Valencia, Osa, Aserrí, Escorpiones, Limón Black Star y COFUTPA Palmares.
- Equipos que no lograron anotaciones: San Ramón de Alajuela, Sagrada Familia, Osa, Limón Black Star y COFUTPA Palmares.[10]
- Equipo con más goles anotados: Herediano (400).
- Jugadores con más goles anotados: Óscar Bejarano (Herediano)[11] y Alejandro Morera (Alajuelense)[12] con 22 goles, Alberto Armijo (Universidad de Costa Rica, Cartaginés y Gimnástica Española) con 21 dianas.
- Jugador con más títulos de goleo: Alejandro Morera (Alajuelense) en tres ocasiones 1926, 1937 y 1944.[13]
- Número de técnicos ganadores de torneos de copa: 36 entrenadores.
- Técnico con más títulos: Ismael “Melo” Quesada (Herediano) con 4 títulos.[14]
- Mayor goleada: Orión 10 Gimnástica Española 1, en la Copa Gran Bretaña 1948, el 5 de septiembre de 1948.
- Total de goles anotados en todos los torneos: 2609.
- Primer juego: 31 de diciembre de 1924, La Libertad 1 Gimnástica Española 0, Copa Diario de Costa Rica 1924.
- Mejores equipos por décadas (puntos acumulados): La Libertad (1920-1929), La Libertad (1930-1939), Alajuelense (1940-1949), Herediano (1950-1959), Saprissa (1960-1969), Cartaginés (1970-1979), Cartaginés (1980-1989), Belén (1990-1999), Cartaginés (2010-2019).[15][16]
- La Copa Federación 1969 no se concluyó.

## Títulos

### Campeones por año
| Año     | Nombre                         | Campeón                    | Subcampeón                 | Final     | Goleador (es) | Goles |
| ------- | ------------------------------ | -------------------------- | -------------------------- | --------- | --- | ----- |
| 1924    | Copa Diario de Costa Rica      | Club Sport Herediano       | Club Sport La Libertad     | 3-0       | Francisco Gutiérrez (Herediano) | 2     |
| 1925    | Copa Benguria                  | Club Sport La Libertad     | Club Sport Herediano       | 2-0       | Rafael Madrigal (La Libertad) | 4     |
| 1926    | Copa Camel                     | Liga Deportiva Alajuelense | Club Sport La Libertad     | 2-1       | Alejandro Morera (Alajuelense) Miguel Barrientos (Independiente de Tibás)                                                             | 4     |
| 1928    | Copa Argentor                  | Liga Deportiva Alajuelense | Orión                      | 1-1, 3-1  | Alejandro Morera (Alajuelense) | 5     |
| 1929    | Copa Federación                | Club Sport La Libertad     | Club Sport Herediano       | 3-2       | Francisco Fuentes (Herediano) | 5     |
| 1933    | Copa Cafiaspirina              | Club Sport La Libertad     | Alajuela Junior            | 3-0       | Salvador Tabash (La Libertad) Mariano Rodríguez (Alajuela Junior)                                                                     | 6     |
| 1934    | Copa Gambrinus                 | Club Sport La Libertad     | Orión                      | 3-0       | Evelio Martínez (Alajuela Junior) | 5     |
| 1934    | Copa Olímpica                  | Club Sport La Libertad     | Gimnástica Española        | 4-1, 7-0  | Jorge Quesada (La Libertad) | 7     |
| 1935    | Copa Estadio Nacional          | Club Sport Herediano       | Orión                      | 4-3       | Carlos Rodríguez (Herediano) | 3     |
| 1935    | Copa White Horse               | Club Sport La Libertad     | Club Sport Herediano       | 3-2       | Sin datos | -     |
| 1937    | Copa Cocomalt                  | Club Sport La Libertad     | Club Sport Herediano       | 6-1, 3-1  | Sin datos | -     |
| 1937    | Copa Guatemala                 | Liga Deportiva Alajuelense | Club Sport Herediano       | 5-1       | Alejandro Morera (Alajuelense) | 6     |
| 1938    | Copa Esso                      | Orión                      | Liga Deportiva Alajuelense | 4-2       | Guido Matamoros (Orión) | 4     |
| 1939    | Copa Chevrolet                 | Club Sport Herediano       | Los Ángeles                | 4-0, 3-2  | Sin datos | -     |
| 1941    | Copa Borsalino                 | Liga Deportiva Alajuelense | Club Sport La Libertad     | 2-0       | Sin datos | -     |
| 1944    | Copa Gran Bretaña              | Liga Deportiva Alajuelense | Gimnástica Española        | 4-3       | Edwin Cubero (La Libertad) | 8     |
| 1945    | Copa Gran Bretaña              | Club Sport Herediano       | Club Sport La Libertad     | 3-2       | Fernando Solano (Universidad) | 7     |
| 1945    | Copa Guatemala                 | Club Sport Herediano       | Gimnástica Española        | 4-3       | Luciano Campos (Herediano) Aníbal Varela (Herediano) Édgar Murillo (Herediano) Campos (Gimnástica Española)                           | 3     |
| 1947    | Copa Gran Bretaña              | Club Sport Herediano       | Liga Deportiva Alajuelense | 2-1       | Sin datos | -     |
| 1948    | Copa Gran Bretaña              | Liga Deportiva Alajuelense | Club Sport La Libertad     | 5-2       | Sin datos | -     |
| 1949    | Copa Gran Bretaña              | Liga Deportiva Alajuelense | Gimnástica Española        | 3-1       | José Retana (Alajuelense) | 4     |
| 1950    | Copa Gran Bretaña              | Deportivo Saprissa         | Club Sport Herediano       | 3-1       | Sin datos |       |
| 1954    | Copa Costa Rica                | Club Sport Herediano       | Deportivo Saprissa         |           | Mardoqueo González (La Libertad) Danilo Montero (Herediano)                                                                           | 7     |
| 1955    | Copa Reina del Canadá          | Club Sport Herediano       | Club Sport La Libertad     |           | Mardoqueo González (La Libertad) | 6     |
| 1955    | Copa Phillips                  | Universidad de Costa Rica  | Orión                      | 3-2       | Arsenio Chavarría (Universidad) Miguel Espeleta (Universidad)                                                                         | 6     |
| 1956    | Copa Hexagonal Interprovincial | Club Sport Herediano       | Club Sport La Libertad     |           | Juan Ulloa (Alajuelense) Eladio Esquivel (Herediano) Guido Peña (Orión) Miguel Zeledón (Orión)                                        | 3     |
| 1959    | Copa Costa Rica                | Club Sport Herediano       | Club Sport Cartaginés      | 2-1       | Óscar Bejarano (Herediano) William Carpio (Herediano) Alberto Armijo (Cartaginés)                                                     | 3     |
| 1960    | Copa Presidente                | Deportivo Saprissa         | Club Sport Herediano       | 1-0       | Guillermo Valenciano (Barrio México)                                                                                                  | 9     |
| 1961    | Copa ASOFUTBOL                 | Club Sport Herediano       | Deportivo Saprissa         |           | Óscar Bejarano (Herediano) | 9     |
| 1963    | Copa Gastón Michaud            | Club Sport Cartaginés      | Deportivo Saprissa         |           | René Rodríguez (Alajuelense) Rigoberto Rojas (Saprissa)                                                                               | 3     |
| 1963    | Copa Presidente                | Deportivo Saprissa         | Uruguay de Coronado        | 0-0 (9-8) | Guillermo Valenciano (Uruguay de Coronado)                                                                                            | 4     |
| 1965    | Copa Totogol                   | Turrialba                  | Club Sport Herediano       | 2-1       | Rigoberto Rojas (Cartaginés) | 6     |
| 1967    | Copa Costa Rica                | Barrio México              | Deportivo Saprissa         | 2-1       | Roy Sáenz (Barrio México) | 9     |
| 1970    | Copa Costa Rica                | Deportivo Saprissa         | Rohrmoser                  |           | José Arguedas (Paraíso) | 7     |
| 1972    | Copa de Verano                 | Barrio México              | Paraíso                    |           | Briceño (La Libertad) | 9     |
| 1972    | Copa Juan Santamaría           | Deportivo Saprissa         | Club Sport Herediano       | 4-3       | Carlos Solano (Saprissa) | 7     |
| 1974    | Copa Metropolitana             | Liga Deportiva Alajuelense | Barrio México              |           | Alfredo Piedra (Alajuelense) | 6     |
| 1975    | Copa Juan Santamaría           | Turrialba                  | Municipal Puntarenas       | 2-1, 1-2  | Luis Aguilar (Turrialba) | 8     |
| 1977    | Copa Juan Santamaría           | Liga Deportiva Alajuelense | Guanacasteca               | 1-2, 3-1  | Jorge Ulate (Herediano) | 7     |
| 1984    | Copa Asamblea Legislativa      | Club Sport Cartaginés      | Limón                      | 1-0       | Giovanni Alfaro (Cartaginés) | 4     |
| 1996    | Copa Federación                | Belén                      | Club Sport Cartaginés      | 1-0       | Aurelio Ferreira (Cartaginés) Eugenio Carrillo (Cariari)                                                                              | 3     |
| 2013    | Copa Banco Nacional            | Deportivo Saprissa         | Carmelita                  | 0-0 (4-2) | Diego Estrada (Saprissa) | 5     |
| 2014    | Copa Popular                   | Club Sport Cartaginés      | Deportivo Saprissa         | 3-2       | Ariel Rodríguez (Saprissa) | 5     |
| 2015    | Copa Banco Popular             | Club Sport Cartaginés      | Club Sport Herediano       | 1-1 (3-1) | Randall Brenes (Cartaginés) Jonathan Hansen (Herediano)                                                                               | 5     |
| 2022    | Copa Suerox                    | Club Sport Cartaginés      | Club Sport Herediano       | 1-2, 2-0  | Javon East (Saprissa) | 5     |
| 2023    | Copa DoradoBet                 | Liga Deportiva Alajuelense | Deportivo Saprissa         | 2-0       | Javon East (Saprissa) Byron Gutiérrez (Jicaral) Keyder Bernard (Puntarenas F. C.) César Yanis (San Carlos) Gabriel Leiva (San Carlos) | 2     |
| 2024-25 | Copa 2024-25                   | Liga Deportiva Alajuelense | Puntarenas Fútbol Club     | 1-0       | Michael Barrantes (Puntarenas F. C.)                                                                                                  | 3     |

- Fuente[17][18][19][20][21][22][23][24]

### Títulos por club
| Club                         | Campeón | Subcampeón | Años Campeón                                                         |
| ---------------------------- | ------- | ---------- | -------------------------------------------------------------------- |
| Club Sport Herediano         | 11      | 11         | 1924, 1935, 1939, 1945, 1945, 1947, 1954, 1955, 1956, 1959, 1961.    |
| Liga Deportiva Alajuelense   | 11      | 2          | 1926, 1928, 1937, 1941, 1944, 1948, 1949, 1974, 1977, 2023, 2024-25. |
| Club Sport La Libertad       | 7       | 7          | 1925, 1929, 1933, 1934, 1934*, 1935, 1937                            |
| Deportivo Saprissa           | 6       | 6          | 1950, 1960, 1963, 1970, 1972, 2013                                   |
| Club Sport Cartaginés        | 5       | 2          | 1963, 1984, 2014, 2015, 2022                                         |
| AD Barrio México †           | 2       | 2          | 1967, 1972                                                           |
| AD Municipal Turrialba       | 2       |            | 1965, 1975                                                           |
| Orión FC                     | 1       | 4          | 1938                                                                 |
| CF Universidad de Costa Rica | 1       |            | 1955                                                                 |
| Belén FC †                   | 1       |            | 1996                                                                 |
| Gimnástica Española †        |         | 4          |                                                                      |
| CD Alajuela Junior †         |         | 1          |                                                                      |
| Los Ángeles †                |         | 1          |                                                                      |
| CS Uruguay de Coronado       |         | 1          |                                                                      |
| Rohrmoser FC †               |         | 1          |                                                                      |
| Paraíso †                    |         | 1          |                                                                      |
| AD Municipal Puntarenas †    |         | 1          |                                                                      |
| AD Guanacasteca              |         | 1          |                                                                      |
| Limón FC †                   |         | 1          |                                                                      |
| AD Carmelita                 |         | 1          |                                                                      |
| Puntarenas FC                |         | 1          |                                                                      |

- Fuente: Página oficial de UNAFUT[25]  [26]

- † Equipo desaparecido.
- La Copa Federación 1969 no se concluyó.

## Estadísticas

### Mejores equipos por década
Detalle de los equipos del Torneo de Copa que han sido los mejores por década, tomando en cuenta los puntos ganados y títulos obtenidos.
| Década                       | Club                       |
| ---------------------------- | -------------------------- |
| Mejores por puntos obtenidos |                            |
| 1921-1929                    | Club Sport La Libertad     |
| 1930-1939                    | Club Sport La Libertad     |
| 1940-1949                    | Liga Deportiva Alajuelense |
| 1950-1959                    | Club Sport Herediano       |
| 1960-1969                    | Deportivo Saprissa         |
| 1970-1979                    | Club Sport Cartaginés      |
| 1980-1989                    | Club Sport Cartaginés      |
| 1991-1999                    | Belén Fútbol Club          |
| 2010-2019                    | Club Sport Cartaginés      |
| 2020-                        | Liga Deportiva Alajuelense |

| Década                        | Club                                               | Títulos |
| ----------------------------- | -------------------------------------------------- | ------- |
| Mejores por títulos obtenidos |                                                    |         |
| 1921-1929                     | Liga Deportiva Alajuelense, Club Sport La Libertad | 2       |
| 1930-1939                     | Club Sport La Libertad                             | 5       |
| 1940-1949                     | Liga Deportiva Alajuelense                         | 4       |
| 1950-1959                     | Club Sport Herediano                               | 5       |
| 1960-1969                     | Deportivo Saprissa, Orión                          | 2       |
| 1970-1979                     | Deportivo Saprissa, Liga Deportiva Alajuelense     | 2       |
| 1980-1989                     | Club Sport Cartaginés                              | 1       |
| 1991-1999                     | Belén Fútbol Club                                  | 1       |
| 2010-2019                     | Club Sport Cartaginés                              | 2       |
| 2020-                         | Liga Deportiva Alajuelense                         | 2       |

### Equipos con la mayor cantidad de partidos invicto
| Número | Equipo                | Período   | Partidos |
| ------ | --------------------- | --------- | -------- |
| 1      | Club Sport Cartaginés | 1975-1996 | 20       |
| 2      | Deportivo Saprissa    | 1969-1972 | 17       |
| 3      | Deportivo Saprissa    | 1963-1967 | 15       |
| 4      | Club Sport Cartaginés | 2013-2015 | 14       |
| 5      | Club Sport Herediano  | 1954-1955 | 13       |

## Estadísticas individuales

### Jugadores con más títulos de goleador
| N.º | Jugador               | Club                               | Títulos | Temporadas                                               |
| --- | --------------------- | ---------------------------------- | ------- | -------------------------------------------------------- |
| 1   | Alejandro Morera Soto | Alajuelense                        | 3       | Copa Camel 1926, Copa Argentor 1928, Copa Guatemala 1937 |
| 2   | Mardoqueo González    | La Libertad                        | 2       | Copa Costa Rica 1954, Copa Reina del Canadá 1955         |
| 3   | Óscar Bejarano        | Herediano                          | 2       | Copa Costa Rica 1959, Copa ASOFUTBOL 1961                |
| 4   | Guillermo Valenciano  | Barrio México, Uruguay de Coronado | 2       | Copa Presidente 1960, Copa Presidente 1963               |
| 5   | Rigoberto Rojas       | Saprissa, Cartaginés               | 2       | Copa Gastón Michaud 1963, Copa Totogol 1965              |
| 6   | Javon East            | Saprissa                           | 2       | Copa Suerox 2022, Copa DoradoBet 2023                    |